# Michel Chossudovsky
Michel Evgenij Chossudovsky (Ottawa, 1946) è un economista canadese.

## Biografia
È figlio di Evgeny Chossudovsky (1914-2006), un russo di origine ebraica che fu un universitario e diplomatico delle Nazioni unite.
Dopo essersi laureato presso l'Università di Manchester, in Inghilterra, ottenne un dottorato di ricerca presso la University of North Carolina, negli Stati Uniti; è professore di economia (emerito) alla University of Ottawa.
Chossudovsky è stato "visiting professor" in molti paesi dell'Europa occidentale, nel sud-est asiatico e in America Latina.  Inoltre, è stato membro nel consiglio di diverse organizzazioni internazionali ed è stato consulente per governi di paesi in via di sviluppo. Chossudovsky è stato firmatario della dichiarazione di Kuala Lumpur per criminalizzare la guerra. È autore di
The Globalization of Poverty and The New World Order (2003) e America's "War on Terrorism" (2005). Il suo libro più recente è intitolato Towards a World War III Scenario: The Dangers of Nuclear War (2011).
Michel Chossudovsky è presidente e direttore del Centre for Research on Globalization (CRG), un'organizzazione indipendente per la ricerca e l'informazione con sede a Montreal, Canada. CRG gestisce il sito GlobalResearch.ca che promuove un punto di vista critico verso la politica estera degli Stati Uniti e della NATO e il Deep State  così come teorie del complotto riguardanti l'attacco dell'11 settembre 2001 e la guerra al terrorismo, disinformazione dei media, povertà e diseguaglianza sociale, la crisi economica globale, la politica e la religione. Fa parte del Comitato Scientifico della rivista italiana Geopolitica.